# Malte Setkov
Malte Søstrup Setkov, född 14 januari 1999 i Rødovre, är en dansk professionell ishockeyspelare som spelar för AIK i Hockeyallsvenskan.